# Marc Otte
Marc Otte, né le 26 avril 1947 à Bruxelles, est directeur du think-tank belge Egmont - Institut royal des relations internationales depuis 2014. Il a été envoyé spécial de l'Union européenne au Proche-Orient pour le processus de paix israélo-palestinien de 2003 à 2011 (en remplacement de Miguel Angel Moratinos).

## Biographie
Marc Otte est diplômé de sciences politiques et sociales de l'université catholique de Louvain. Il a enseigné en Afrique, avant de devenir diplomate de carrière. Il est également ancien ambassadeur de Belgique en Israël, ancien consul général de Belgique à Los Angeles, ancien directeur des politiques de sécurité et de désarmement au ministère des Affaires étrangères de Belgique et ancien conseiller spécial de Javier Solana, haut-représentant de la Politique étrangère et de sécurité commune.